# Stara Synagoga w Niemirowie
Uzasadnienie:  Mnożenie zbędnych bytów. Z artykułu wynika, że jest to po prostu wcześniejsza forma tego co mamy opisane w innym artykule.
Stara Synagoga w Niemirowie – nieistniejąca, drewniana synagoga znajdująca się w Niemirowie tuż przy rynku.
Synagoga została zbudowana pod koniec XVIII wieku. W połowie XIX wieku na jej miejscu wzniesiono nową, również drewnianą synagogę.